# Sisyrinchium nidulare
Sisyrinchium nidulare är en irisväxtart som först beskrevs av Hand.-mazz., och fick sitt nu gällande namn av Ivan Murray Johnston. Sisyrinchium nidulare ingår i släktet gräsliljor, och familjen irisväxter. Inga underarter finns listade i Catalogue of Life.